# Be your girl
《Be your girl》（日語：ビーユアガール）是日本女歌手越智千惠子的第一首单曲。2004年4月28日由バップ发行。

## 概要
Be your girl是日本電視動畫妖精的旋律的片尾主题曲。

## 收錄曲目

### CD
1. be your girl [4:28]
作詞：日向めぐみ、作曲・編曲：加藤大祐
2. ☆に願いを [4:15]
作詞：越智千惠子・日向めぐみ、作曲・編曲：加藤大祐
3. be your girl （instrumental）
4. ☆に願いを （instrumental）

### DVD
1. be your girl（Music Video）
2. be your girl（Making Video）